# Yang Ruifu

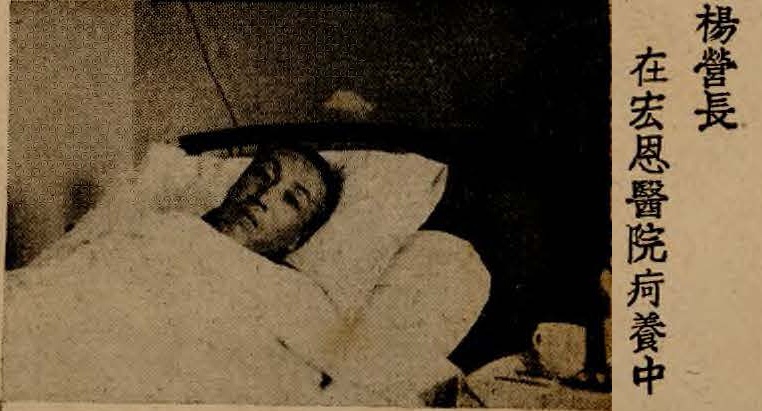

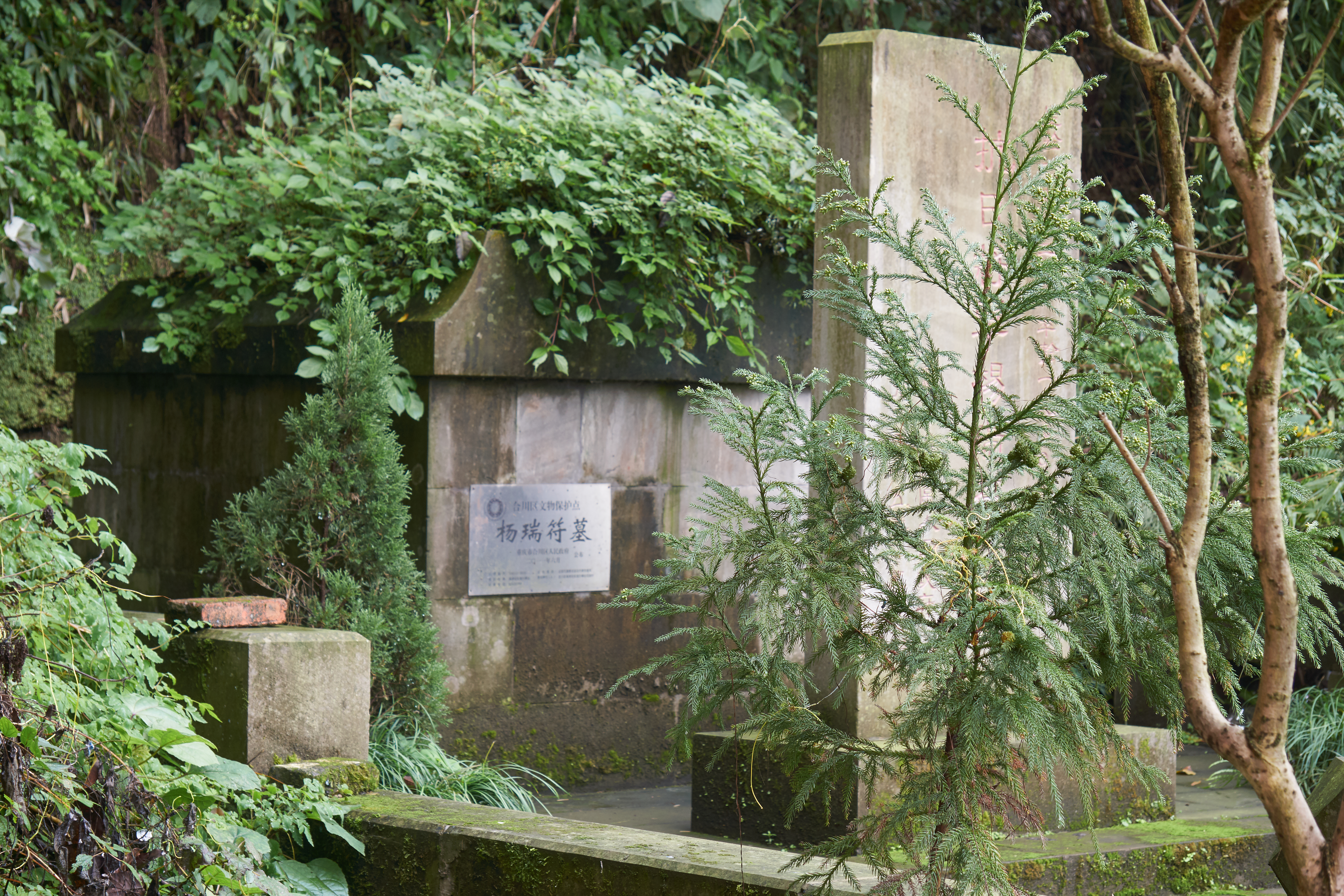

Yang Ruifu (楊瑞符, 1902-1940), aussi connu sous son nom de courtoisie Jieqing, est un officier militaire chinois.
Né en 1902 à Tianjin, il rejoint l'armée nationale révolutionnaire en 1921 et est assigné au 524e régiment de la 88e division (en). Il gravit les échelons jusqu'à devenir commandant de régiment. Participant à la défense des entrepôts Sihang, il parvient plus tard à s'échapper de l'incarcération des Britanniques de la concession internationale de Shanghai et rejoint l'effort de guerre chinois. En mais 1939, blessé, il s'installe avec sa famille à Chongqing pour récupérer mais meurt au début de 1940. Il est promu à titre posthume au grade de général de brigade.